# Genomföring
Genomföring, av tyskans Durchführung (engelska: development, italienska: svolgimento, franska: développement) är en del i framför allt instrumentala kompositioner där ett tema bearbetas.
I en fuga avses de avsnitt där temat successivt vandrar igenom de olika stämmorna.
Avsnitt av genomföringskaraktär kan förekomma i olika typer av en musikalisk sats, men är främst förknippad med sonatformen. I sonatformen är genomföringen oftast modulerande mellan expositionen och reprisen där temana och andra motiv bearbetas och förändras.